# Le justicier reprend les armes
Série
Le justicier braque la mafia (1997)
Pour plus de détails, voir Fiche technique et Distribution.
Le justicier reprend les armes (''Family of Cops III: Under Suspicion) est un téléfilm américain réalisé par Sheldon Larry et diffusé en 1999.

## Synopsis
Paul Fein et son fils Ben enquêtent sur le meurtre d'un multimillionnaire. Leur enquête les mène dans une boîte de nuit de Milwaukee, le havana club, fréquenté par toute la haute société de la ville. Il apparaît rapidement aux policiers que le club est le théâtre d'activités illégale : corruption, pots-de-vin. ...

## Fiche technique
- Titre original : Family of Cops III: Under Suspicion
- Réalisation : Larry Sheldon
- Scénario : Noah Jubelirer
- Photographie : Albert J. Dunk
- Musique : Fred Mollin
- Durée : 90 min
- Pays : États-Unis
- genre : thriller , action

## Distribution
- Charles Bronson (VF : Jacques Richard) : Paul Fein
- Sebastian Spence : Eddie Fein
- Barbara Williams : Kate Fein
- Joe Penny : Ben
- Kim Weeks : Anna Meyers
- Torri Higginson : Caroline Chandler
- Nicole de Boer : Jackie Fein
- Sabrina Grdevich : Fran Smollen
- Sean McCann : Jim Grkowski
- Jan Filips : William Warden

## Saga
Le justicier reprend les armes est le 3ème opus de la saga Family of Cops, après Tel père... tel flic ! et Le justicier braque la mafia.